# Tragacantha complicata
Tragacantha complicata là một loài thực vật có hoa trong họ Đậu. Loài này được (Gillies ex Hook. & Arn.) Kuntze miêu tả khoa học đầu tiên năm 1891.